# Christian Ingemann Nielsen
Christian Ingemann Nielsen (født 3. februar 1971) er en dansk journalist samt presse- og kommunikationsrådgiver, der fra 2016 og indtil november 2023 var kommunikationschef for Bæredygtigt Landbrug.
Han har også været forfatter eller medforfatter til et antal bøger gennem årene.

## Opvækst og uddannelse
Christian Ingemann Nielsen er opvokset i Bellinge og allerede som 12-årig udgav han Bellinge Tidende. Efter et grundskoleforløb kom han på Odense Katedralskole.
Nielsen begyndte på historiestudiet i Odense, som dog efter et par år blev skiftet ud med uddannelsen til journalist på Danmarks Journalisthøjskole i Århus, hvorfra han blev færdiguddannet i 1996.
Christian Ingemann Nielsen blev tidligt engageret i elevrådsarbejde og fra femte klasse blev han medlem af Folkeskoleelevernes Landsorganisation (FLO), hvor han i to år var medlem af organisationens hovedbestyrelse. I gymnasiet blev han medlem af Gymnasieelevernes Landsorganisation, hvor han et års tid var organisationens næstformand.
Ingemann Nielsen har dog også over årene i særlig grad engageret sig i formidling af elevbevægelsens historie, i første række med sin hovedopgave på Danmarks Journalist Højskole fra 1996, som han skrev sammen med Martin Østergaard-Nielsen, og derefter i 1998, hvor han var medforfatter på bogen om elevbevægelsens historie Skolegårdens politikere.

## Karriere
Efter uddannelsen på Journalisthøjskolen blev Ingemann Nielsen lokalredaktør på Vejle Amts Folkeblad i Grindsted, for siden at blive erhvervsredaktør, samt senere forsideredaktør og souschef på Fredericia Dagblad og en række andre forskellige stillinger på de to dagblade.
Efterfølgende var Nielsen en tid freelancejournalist med speciale i erhvervsstof.
I 2014 blev Christian Ingemann Nielsen ansat som kommunikationsrådgiver for regionsrådsformand Carl Holst i Region Syddanmark samt tillige tilknyttet projektet kaldet "Smart velfærd og vækst" som kommunikationsmedarbejder, men da der kort efter tiltrædelsen skete nogle personaleændringer i regionen, blev opgaverne som rådgiver for regionsrådsformanden med tiden en alt større del af arbejdet.
Efter folketingsvalget 2015 blev Carl Holst forsvarsminister og minister for nordisk samarbejde, og i august 2015 blev Christian Ingemann Nielsen ansat som særlig rådgiver for ministeren.
Ansættelsen som særlig rådgiver kom dog kun til at vare lidt over en måned, da Carl Holst valgte at træde tilbage som minister i september 2015. En medvirkende årsag til Holsts tilbagetræden var, at pressen massivt gennem næsten en måned havde kørt med en række historier om ministeren, hvoraf en af historierne involverede, om ministerens særlige rådgiver i sin tid som ansat i Region Syddanmark udførte valgkampsrelaterede opgaver for Carl Holst i sin arbejdstid i Region Syddanmark. Sagen fik megen omtale i medierne i perioden 2015-2016, og der blev indledt politiefterforskning mod både Holst og Nielsen ligesom Statsforvaltningen kom med en kritisk udtalelse om forholdene i Region Syddanmark under Carl Holst, men i 2017 nåede Rigsadvokaten frem til, at der ikke kunne blive tale om at rejse straffesag om stillingsmisbrug og mandatsvig mod Carl Holst, og hvad Ingemann Nielsens arbejde angik udtalte rigsadvokaten "det kan ikke lægges til grund, at det valgkampsrelaterede arbejde er sket som led i hans ansættelse i Region Syddanmark".
I sommeren 2016 blev Christian Ingemann Nielsen ansat som kommunikationschef for Landsforeningen for Bæredygtigt Landbrug (efter at have været ansat i en midlertidig stilling sammesteds siden 1. april 2016). I 2019 fortalte Ingemann Nielsen til Kforums podcastserie om, hvordan man bliver hørt som interesseorganisation.
Den 21. november 2023 fratrådte Christian Ingemann Nielsen som kommunikationschef for Bæredygtigt Landbrug og valgte i stedet at blive freelance, med særlig tilknytning til Kyster Presse.

## Privat
Christian Ingemann Nielsen har gennem mange år boet i Erritsø og er gift med Jeanette Nielsen og sammen har de to sønner. Nielsen var i en del år ungdomstræner i Erritsø GIF.

## Udgivelser
Foruden sit årelange journalistiske virke har Christian Ingemann Nielsen været forfatter eller medforfatter på følgende værker:
- Skolegårdens politikere. Elevbevægelsen – fra opdragelse til medbestemmelse, 1998 (medforfatter)
- Den kolde krigs dobbeltagenter, 2021[15][16]
- Rød terror under Den Kolde Krig, 2024[17]